# Beishanlong grandis
Beishanlong grandis byl druh velkého ornitomimosaurního ("pštrosího") dinosaura z čeledi Deinocheiridae, žijícího v období spodní křídy na území dnešní Číny (provincie Kan-su, geologické souvrství Sia-kou). Typovým druhem rodu Beishanlong je B. grandis, formálně popsaný v roce 2010.

## Rozměry
Tento ornitomimosaur patřil k největším zástupcům své skupiny. Objevený exemplář vážil zaživa odhadem asi 580 – 630 kg, přitom však ještě nebyl plně dorostlý. Měl také poměrně mohutné přední končetiny, zakončené až kolem 15 cm dlouhými drápy. Jiné odhady udávají délku 7 metrů a hmotnost kolem 550 kilogramů.
Podle jiných odhadů vážil typový exemplář asi 375 kilogramů a zahynul ve 13 až 14 letech věku.